# Tardona
Tardona ist eine ungarische Gemeinde im Kreis Kazincbarcika im Komitat Borsod-Abaúj-Zemplén.

## Geografische Lage
Tardona liegt in Nordungarn, 21 Kilometer nordwestlich des Komitatssitzes Miskolc und 12 Kilometer südwestlich der Kreisstadt Kazincbarcika an dem Fluss Tardona-patak. Nachbargemeinden sind Dédestapolcsány und  Mályinka.

## Geschichte
Im Jahr 1913 gab es in der damaligen Kleingemeinde 163 Häuser und 805 Einwohner auf einer Fläche von 3750 Katastraljochen. Sie gehörte zu dieser Zeit zum Bezirk Sajószentpéter im Komitat Borsod.

## Sehenswürdigkeiten
- Mór-Jókai-Gedenkraum und Heimatmuseum
- Reformierte Kirche, erbaut 1786–1789
- Rundweg
- Skulptur Napocska, erschaffen von Sándor Szelekovszky

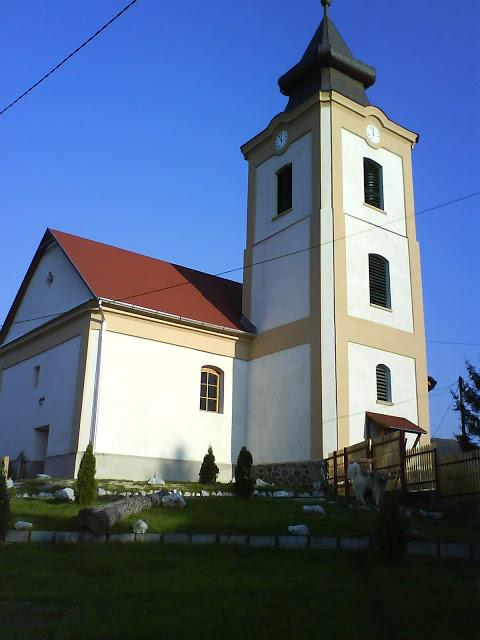
Reformierte Kirche
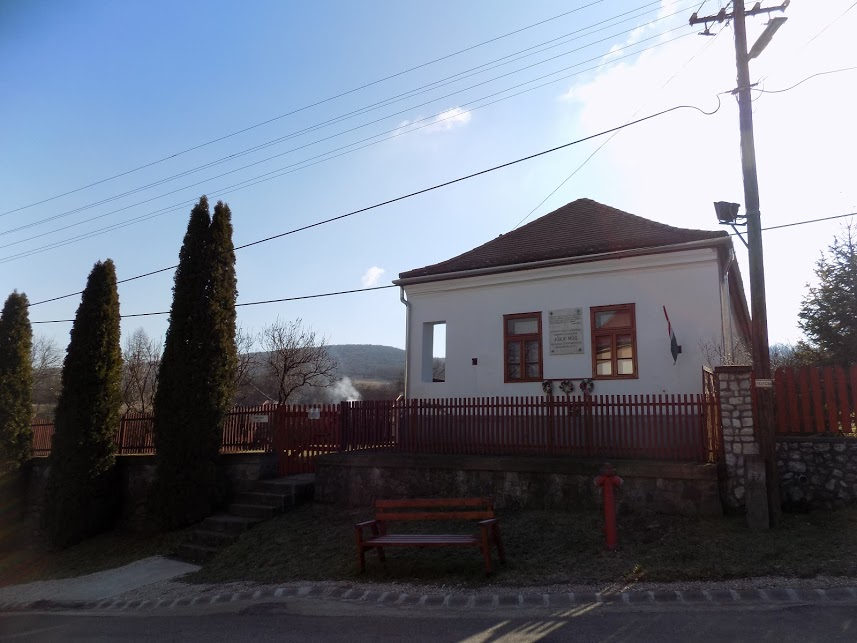
Mór-Jókai-Gedenkraum und Heimatmuseum
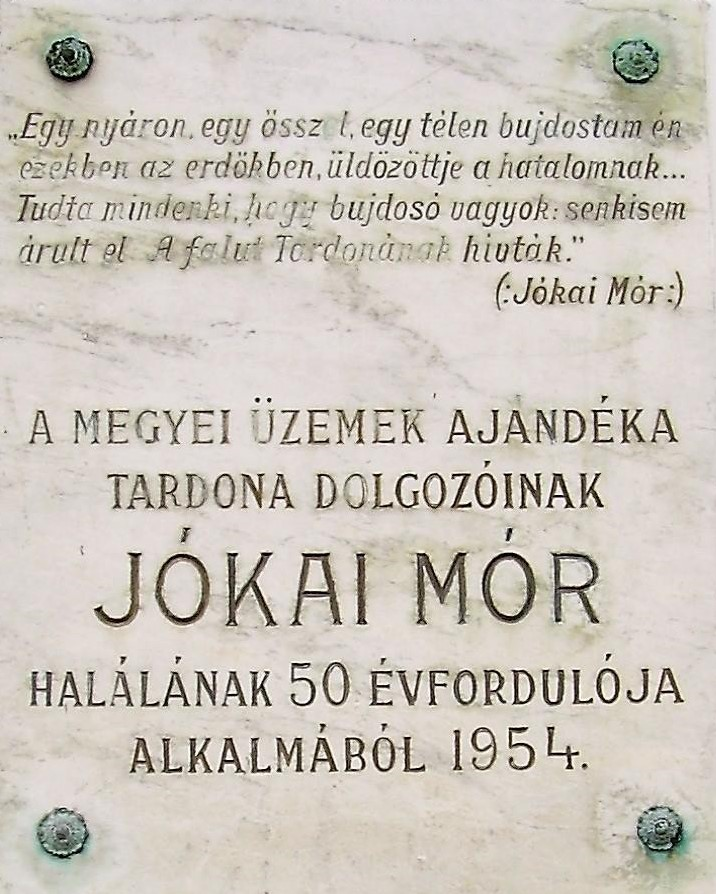
Gedenktafel für Mór Jokai

## Verkehr
Durch Tardona verläuft die Nebenstraße Nr. 25127. Es bestehen Busverbindungen nach Dédestapolcsány sowie Kazincbarcika, wo sich der nächstgelegene Bahnhof befindet.